# Drinkin' T.N.T. and Smokin' Dynamite
Drinkin' T.N.T. and Smokin' Dynamite  è il quinto album in studio del gruppo musicale statunitense Roxx Gang, pubblicato nel 2000.

## Tracce
1. You Really Got a Hold on Me (Steele) 4:38
2. Who's Been Driving My Cadillac? (Blades, Granese, Steele, Vitolo) 4:40
3. Mystic Moon (Steele) 2:51
4. Bound to Please (Steele) 3:29
5. Just Can't Win (With You) (Steele)	4:00
6. Somethin' Evil #2 (Steele)	4:27
7. Star Trip (Steele, Vitolo) 4:23
8. Highway 61 Revisited (Dylan) 6:20 (Bob Dylan Cover)

## Formazione
- Kevin Steele - voce, armonica, armonica
- Stacey Blades - chitarra, voce
- Jeff Vitolo - chitarra
- Vinnie Granese - basso
- Tommy Weder - batteria, tastiere, piano, Corda